# Haïtiaans voetbalelftal (vrouwen)
Het Haïtiaans vrouwenvoetbalelftal is een voetbalteam dat Haïti vertegenwoordigt in internationale wedstrijden, zoals het Noord-Amerikaans kampioenschap.
Het elftal van Haïti is een van de meest succesvolle vrouwenelftallen uit het Caraïbisch gebied, naast Jamaica en Trinidad en Tobago. Het team speelt zijn thuiswedstrijden in het Sylvio Catorstadion. Het elftal speelde zijn eerste wedstrijd tijdens het Noord-Amerikaans kampioenschap in 1991, dat in eigen land werd gehouden. Tegen Jamaica eindigde deze in een 1-0 winst.
Sinds 1991 heeft het elftal zich zes keer gekwalificeerd voor het Noord-Amerikaans kampioenschap voetbal, met een vierde plaats tijdens hun eerste deelname als hun beste toernooiuitslag.

## Prestaties op eindronden

### Wereldkampioenschap
| Jaar   | Resultaat           | Wed                 | W                   | G                   | V                   | DV                  | DT                  |
| ------ | ------------------- | ------------------- | ------------------- | ------------------- | ------------------- | ------------------- | ------------------- |
| 1991   | Niet gekwalificeerd | Niet gekwalificeerd | Niet gekwalificeerd | Niet gekwalificeerd | Niet gekwalificeerd | Niet gekwalificeerd | Niet gekwalificeerd |
| 1995   | Niet deelgenomen    | Niet deelgenomen    | Niet deelgenomen    | Niet deelgenomen    | Niet deelgenomen    | Niet deelgenomen    | Niet deelgenomen    |
| 1999   | Niet gekwalificeerd | Niet gekwalificeerd | Niet gekwalificeerd | Niet gekwalificeerd | Niet gekwalificeerd | Niet gekwalificeerd | Niet gekwalificeerd |
| 2003   | Niet gekwalificeerd | Niet gekwalificeerd | Niet gekwalificeerd | Niet gekwalificeerd | Niet gekwalificeerd | Niet gekwalificeerd | Niet gekwalificeerd |
| 2007   | Niet gekwalificeerd | Niet gekwalificeerd | Niet gekwalificeerd | Niet gekwalificeerd | Niet gekwalificeerd | Niet gekwalificeerd | Niet gekwalificeerd |
| 2011   | Niet gekwalificeerd | Niet gekwalificeerd | Niet gekwalificeerd | Niet gekwalificeerd | Niet gekwalificeerd | Niet gekwalificeerd | Niet gekwalificeerd |
| 2015   | Niet gekwalificeerd | Niet gekwalificeerd | Niet gekwalificeerd | Niet gekwalificeerd | Niet gekwalificeerd | Niet gekwalificeerd | Niet gekwalificeerd |
| 2019   | Niet gekwalificeerd | Niet gekwalificeerd | Niet gekwalificeerd | Niet gekwalificeerd | Niet gekwalificeerd | Niet gekwalificeerd | Niet gekwalificeerd |
| / 2023 | Groepsfase          | 3                   | 0                   | 0                   | 3                   | 0                   | 4                   |
| Totaal | 1/9                 | 3                   | 0                   | 0                   | 3                   | 0                   | 4                   |

### Olympische Spelen
| Jaar   | Resultaat           | Wed                 | W                   | G                   | V                   | DV                  | DT                  |
| ------ | ------------------- | ------------------- | ------------------- | ------------------- | ------------------- | ------------------- | ------------------- |
| 1996   | Niet deelgenomen    | Niet deelgenomen    | Niet deelgenomen    | Niet deelgenomen    | Niet deelgenomen    | Niet deelgenomen    | Niet deelgenomen    |
| 2000   | Niet gekwalificeerd | Niet gekwalificeerd | Niet gekwalificeerd | Niet gekwalificeerd | Niet gekwalificeerd | Niet gekwalificeerd | Niet gekwalificeerd |
| 2004   | Niet gekwalificeerd | Niet gekwalificeerd | Niet gekwalificeerd | Niet gekwalificeerd | Niet gekwalificeerd | Niet gekwalificeerd | Niet gekwalificeerd |
| 2008   | Niet gekwalificeerd | Niet gekwalificeerd | Niet gekwalificeerd | Niet gekwalificeerd | Niet gekwalificeerd | Niet gekwalificeerd | Niet gekwalificeerd |
| 2012   | Niet gekwalificeerd | Niet gekwalificeerd | Niet gekwalificeerd | Niet gekwalificeerd | Niet gekwalificeerd | Niet gekwalificeerd | Niet gekwalificeerd |
| 2016   | Niet gekwalificeerd | Niet gekwalificeerd | Niet gekwalificeerd | Niet gekwalificeerd | Niet gekwalificeerd | Niet gekwalificeerd | Niet gekwalificeerd |
| 2020   | Niet gekwalificeerd | Niet gekwalificeerd | Niet gekwalificeerd | Niet gekwalificeerd | Niet gekwalificeerd | Niet gekwalificeerd | Niet gekwalificeerd |
| 2024   | Niet gekwalificeerd | Niet gekwalificeerd | Niet gekwalificeerd | Niet gekwalificeerd | Niet gekwalificeerd | Niet gekwalificeerd | Niet gekwalificeerd |
| Totaal | 0/8                 | 0                   | 0                   | 0                   | 0                   | 0                   | 0                   |

### Noord-Amerikaans kampioenschap
| Jaar   | Resultaat           | Wed                 | W                   | G                   | V                   | DV                  | DT                  |
| ------ | ------------------- | ------------------- | ------------------- | ------------------- | ------------------- | ------------------- | ------------------- |
| 1991   | Vierde plaats       | 5                   | 2                   | 0                   | 3                   | 7                   | 16                  |
| 1993   | Niet deelgenomen    | Niet deelgenomen    | Niet deelgenomen    | Niet deelgenomen    | Niet deelgenomen    | Niet deelgenomen    | Niet deelgenomen    |
| 1994   | Niet deelgenomen    | Niet deelgenomen    | Niet deelgenomen    | Niet deelgenomen    | Niet deelgenomen    | Niet deelgenomen    | Niet deelgenomen    |
| 1998   | Groepsfase          | 3                   | 0                   | 0                   | 3                   | 3                   | 11                  |
| 2000   | Niet deelgenomen    | Niet deelgenomen    | Niet deelgenomen    | Niet deelgenomen    | Niet deelgenomen    | Niet deelgenomen    | Niet deelgenomen    |
| 2002   | Groepsfase          | 3                   | 1                   | 0                   | 2                   | 3                   | 17                  |
| 2006   | Niet gekwalificeerd | Niet gekwalificeerd | Niet gekwalificeerd | Niet gekwalificeerd | Niet gekwalificeerd | Niet gekwalificeerd | Niet gekwalificeerd |
| 2010   | Groepsfase          | 3                   | 1                   | 0                   | 2                   | 1                   | 8                   |
| 2014   | Groepsfase          | 3                   | 1                   | 0                   | 2                   | 1                   | 7                   |
| 2018   | Niet gekwalificeerd | Niet gekwalificeerd | Niet gekwalificeerd | Niet gekwalificeerd | Niet gekwalificeerd | Niet gekwalificeerd | Niet gekwalificeerd |
| 2022   | Groepsfase          | 3                   | 1                   | 0                   | 2                   | 3                   | 7                   |
| Totaal | 6/11                | 20                  | 6                   | 0                   | 14                  | 18                  | 66                  |

### Pan-Amerikaanse Spelen
| Jaar   | Resultaat           | Wed                 | W                   | G                   | V                   | DV                  | DT                  |
| ------ | ------------------- | ------------------- | ------------------- | ------------------- | ------------------- | ------------------- | ------------------- |
| 1999   | Niet deelgenomen    | Niet deelgenomen    | Niet deelgenomen    | Niet deelgenomen    | Niet deelgenomen    | Niet deelgenomen    | Niet deelgenomen    |
| 2003   | Groepsfase          | 2                   | 0                   | 0                   | 2                   | 1                   | 9                   |
| 2007   | Niet deelgenomen    | Niet deelgenomen    | Niet deelgenomen    | Niet deelgenomen    | Niet deelgenomen    | Niet deelgenomen    | Niet deelgenomen    |
| 2011   | Niet gekwalificeerd | Niet gekwalificeerd | Niet gekwalificeerd | Niet gekwalificeerd | Niet gekwalificeerd | Niet gekwalificeerd | Niet gekwalificeerd |
| 2015   | Niet gekwalificeerd | Niet gekwalificeerd | Niet gekwalificeerd | Niet gekwalificeerd | Niet gekwalificeerd | Niet gekwalificeerd | Niet gekwalificeerd |
| 2019   | Niet gekwalificeerd | Niet gekwalificeerd | Niet gekwalificeerd | Niet gekwalificeerd | Niet gekwalificeerd | Niet gekwalificeerd | Niet gekwalificeerd |
| Totaal | 1/6                 | 2                   | 0                   | 0                   | 2                   | 1                   | 9                   |

## FIFA-wereldranglijst
Betreft klassering aan het einde van het jaar
| 2003 | 2004 | 2005 | 2006 | 2007 | 2008 | 2009 | 2010 | 2011 | 2012 | 2013 | 2014 | 2015 | 2016 | 2018 | 2019 | 2020 | 2021 | 2022 |
| ---- | ---- | ---- | ---- | ---- | ---- | ---- | ---- | ---- | ---- | ---- | ---- | ---- | ---- | ---- | ---- | ---- | ---- | ---- |
| 55   | 57   | 56   | 57   | 62   | 57   | 55   | 63   | 62   | 59   | 54   | 61   | 68   | 63   | 73   | 68   | 62   | 62   | 55   |

## Selecties

### Huidige selectie
Deze spelers werden geselecteerd voor een vriendschappelijke wedstrijd tegen Portugal in november 2022.
| Doel                         |                       |                           |
| 1                            | Madelina Fleuriot     | Exafoot                   |
| 12                           | Nahomie Ambroise      | Anacaona                  |
| 18                           | Lara Larco            | Georgetown Hoyas          |
| Verdediging                  |                       |                           |
| 2                            | Chelsea Surpris       | FF Yzeure Allier Auvergne |
| 3                            | Jennyfer Limage       | Grenoble Foot 38          |
| 4                            | Tabita Joseph         | Stade Brestois            |
| 5                            | Maudeline Moryl       | Exafoot                   |
| Middenveld                   |                       |                           |
| 6                            | Melchie Dumornay      | Stade de Reims            |
| 8                            | Danielle Étienne      | Fordham Rams              |
| 13                           | Betina Petit Frère    | Stade Brestois            |
| 16                           | Milan Pierre-Jerome   | Maryland Terrapins        |
| 19                           | Dayana Pierre-Louis   | ASF Croix-des-Bouquets    |
| 20                           | Kethna Louis          | Stade de Reims            |
| Aanval                       |                       |                           |
| 7                            | Batcheba Louis        | FC Fleury 91              |
| 9                            | Sherly Jeudy          | Grenoble Foot 38          |
| 10                           | Nérilia Mondésir      | Montpellier HSC           |
| 11                           | Roseline Éloissaint   | FC Nantes                 |
| 15                           | Rose-Alya Marcellus   | Exafoot                   |
| 17                           | Mikerline Saint-Félix | Montauban FCTG            |
| 22                           | Roselord Borgella     | Dijon FCO                 |
| Bondscoach: Nicolas Delépine |                       |                           |